# Hisaaki Nakamine
Hisaaki Nakamine (jap. 中峰 寿彰, Nakamine Hisaaki; * 30. Januar 1961 in Shibetsu, Hokkaidō) ist ein japanischer Curler. 
Sein internationales Debüt hatte Nakamine bei der Pazifikmeisterschaft 1997 in Karuizawa, wo er die Silbermedaille gewann. Mit der japanischen Olympiamannschaft, konnte er 1997 und 1998 die japanischen Meisterschaften gewinnen.
Nakamine war Ersatzspieler der japanischen Mannschaft bei den XVIII. Olympischen Winterspielen in Nagano im Curling. Die Mannschaft um Skip Makoto Tsuruga belegte den fünften Platz.

## Erfolge
- 2. Platz Pazifikmeisterschaft 1997